# رواپرازان
رواپرازان(به انگلیسی: Revaprazan) (نام تجاری Revanex) دارویی است که ترشح اسید معده را کاهش می دهد و برای درمان التهاب معده استفاده می شود. به عنوان یک آنتاگونیست پمپ اسید (potassium-competitive acid blocker) عمل می کند. رواپرازان برای استفاده در کره جنوبی تایید شده است، اما در اروپا یا ایالات متحده تایید نشده است.